# 1-е тысячелетие
1-е (пе́рвое) тысячеле́тие  по юлианскому календарю — тысячелетие с 1 января 1 года по 31 декабря 1000 года. Ему предшествовало 1-е тысячелетие до н. э. Оно закончилось 1025 лет назад.
1-е тысячелетие характеризуется массовым распространением монотеистических авраамических религий — христианства и мусульманства, великим переселением народов, распадом Римской империи, окончанием Античности и началом Средних веков.

## Культурные эпохи 1-го тысячелетия
- Античность
- Поздняя Античность
- Раннее Средневековье

## Важные события

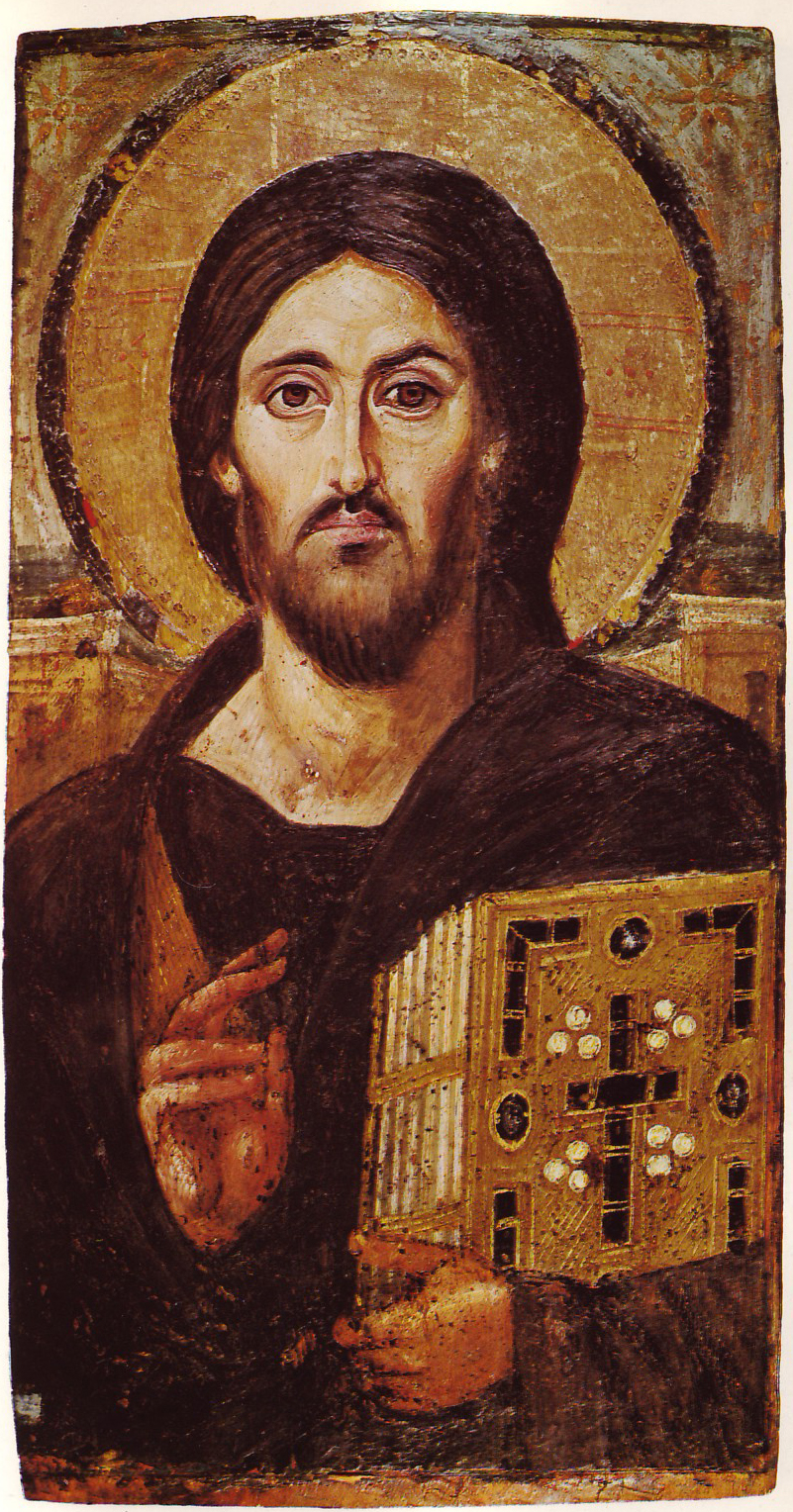
Иисус Христос, основатель христианства. С его приблизительной даты рождения отсчитывается наша эра. Икона VI века

- 33 год — предположительная дата распятия Христа.
- 301 год — традиционная дата христианизации Армении[1].
- IV-VI века: Великое переселение народов.
- 451 год — Битва на Каталаунских полях: победа Рима над гуннами Аттилы.
- 476 год — падение Западной Римской империи (свержение Ромула Августула).
- 551 год — образование Тюркского каганата.
- 610 год — возникновение ислама.
- 630 год — образование Арабского халифата.
- 732 год — битва при Пуатье: победа франков над сарацинами.
- 800 год — коронация Карла Великого.
- 862 год — призвание Рюрика в Новгород.
- 882 год — объединение Новгорода и Киева Олегом. Перенос столицы Древнерусского государства в Киев.
- 962 год — образование Священной Римской империи германской нации.
- 988 год — Крещение Руси.
- 1000 год — открытие Америки Лейфом Эриксоном.

### Без точных дат
- Первая половина I века — возникновение христианства.
- Середина 1-го тысячелетия — возникновение в Западном Судане государств Гана, Мали (Меле), Сонгаи, Борну.

## Важные процессы
- Великое переселение народов
- Христианизация Европы
- Распространение ислама

## Важные личности

### Учёные
- Герон Александрийский
- Клавдий Птолемей
- Менелай Александрийский
- Диофант Александрийский
- Порфирий
- Ямвлих
- Гипатия Александрийская
- Цзу Чунчжи
- Ариабхата (Арьябхата)
- Брахмагупта (Брамагупта)
- Исидор Милетский
- Анания Ширакаци

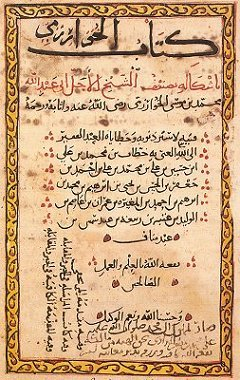
Книга математика аль-Хорезми (820 г.), давшая название науке алгебре

- Абу Абдаллах Джабир ибн Хайян аль-Азди ас-Суфи
- Абу Абдуллах Мухаммад ибн Джабир ибн Синан аль-Ракки аль-Харрани аль-Саби аль-Баттани
- Абу Юсуф Якуб ибн Исхак аль-Кинди
- Куста ибн Лукка аль-Баалбаки
- Абу-ль-Аббас Ахмад ибн Мухаммад аль-Фергани
- Абу Абдуллах (Абу Джафар) Мухаммад ибн Муса аль-Хорезми
- Абу Наср Мухаммад ибн Тархан ибн Узлаг аль-Фараби
- Сильвестр II (Герберт Орильякский (Аврилакский), Герберт Реймский)
- Абу Бакр Мухаммад ибн Закария ар-Рази
- Абуль-Вафа Мухаммад ибн Мухаммад аль-Бузджани

### Правители

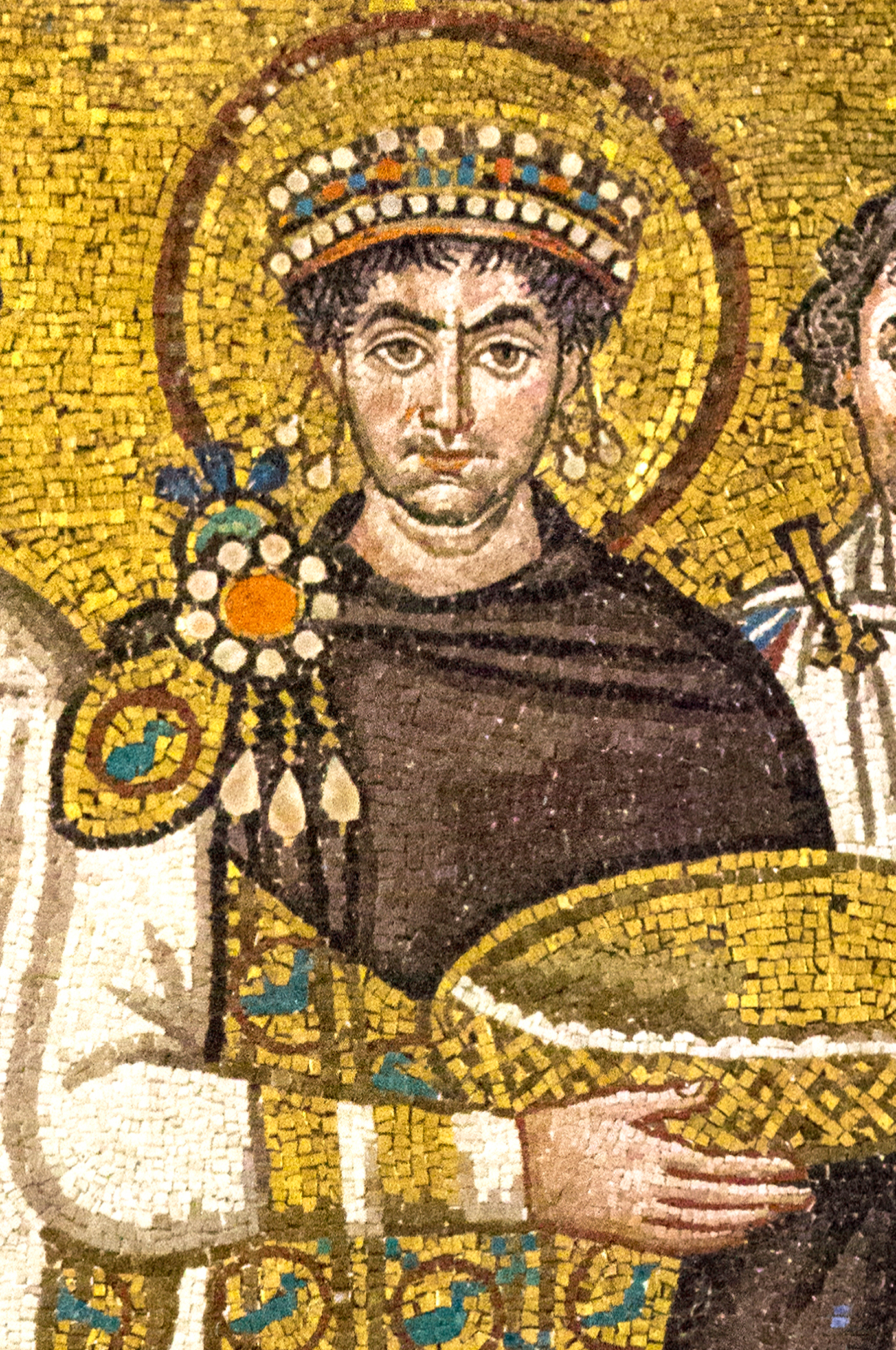
Юстиниан, император Византии. Прижизненный портрет, мозаика 547 года

- Траян, римский император, завоеватель
- Марк Аврелий, римский император, философ, законодатель
- Диоклетиан, римский император, провозгласивший доминат
- Трдат III Великий, правитель и креститель Армении
- Константин I Великий, первый римский император-христианин
- Аттила, вождь гуннов, завоеватель
- Юстиниан I, византийский император
- Тисонг Децэн, правитель Тибета
- Карл Великий, император, объединитель большей части Западной Европы
- Ашот II Железный, царь Армении и Грузии
- Харальд I Прекрасноволосый, первый король Норвегии
- Олег Вещий, первый князь киевский
- Владимир Святославич, креститель Руси

### Религиозные деятели
Христианские:
- Иисус Христос, мессия, основатель христианства
- Мария из Назарета, мать и сподвижница Христа, христианская святая
- Апостол Пётр, сподвижник Христа, первый епископ Рима
- Апостол Иоанн, сподвижник Христа, предполагаемый автор Евангелия и Апокалипсиса
- Апостол Павел, христианский святой, популяризатор христианства
- Арий, христианский священник, раскольник, основатель конфессии арианства
- Иоанн Златоуст, богослов, архиепископ Константинопольский, христианский святой
- Николай Мирликийский, христианский святой
- Святой Патрик, христианский святой

Мусульманские:
- Мухаммед, пророк, основатель мусульманства
- Али ибн Абу Талиб, халиф, сподвижник Мухаммеда, основатель шиизма
- Абу Бакр ас-Сиддик, халиф, сподвижник Мухаммеда

### Путешественники
- Брендан Клонфертский, ирландский мореплаватель, христианский святой.
- Эрик Рыжий, скандинавский мореплаватель, основатель первой европейской колонии в Гренландии.
- Лейф Эриксон, скандинавский мореплаватель, первый европеец, совершивший экспедицию в Винланд (Северная Америка).

## Культура I тысячелетия

### Литературные произведения
- Евангелие (I век): от Марка, Матфея, Луки и Иоанна.
- Коран (632)
- Петроний Арбитр «Сатирикон» (I век)
- Апулей «Метаморфозы» (II век)
- Ненний, «История бриттов» (830) — один из первоисточников легенд о короле Артуре.